# Onamia
Onamia is een plaats (city) in de Amerikaanse staat Minnesota, en valt bestuurlijk gezien onder Mille Lacs County.

## Demografie
Bij de volkstelling in 2000 werd het aantal inwoners vastgesteld op 847.
In 2006 is het aantal inwoners door het United States Census Bureau geschat op 917, een stijging van 70 (8,3%).

## Geografie
Volgens het United States Census Bureau beslaat de plaats een oppervlakte van
2,3 km², geheel bestaande uit land. Onamia ligt op ongeveer 385 m boven zeeniveau.

## Plaatsen in de nabije omgeving
De onderstaande figuur toont nabijgelegen plaatsen in een straal van 28 km rond Onamia.